# Laura Pariani
Laura Pariani (Busto Arsizio, 1951) è una scrittrice e drammaturga italiana.

## Biografia
Laura Pariani è nata a Busto Arsizio nel 1951. Ha trascorso l'infanzia a Magnago, nel milanese, in un ambiente ancora in gran parte contadino. Nel 1966 compie con la madre un viaggio in Argentina alla ricerca di un nonno partito 40 anni prima per motivi politici e mai più tornato. La breve esperienza di emigrazione argentina la segna profondamente.
Laureata in filosofia all'Università degli Studi di Milano, negli anni Settanta lavora nel campo della pittura, del fumetto e del teatro di figura. Negli anni Ottanta e Novanta lavora come insegnante.
Comincia a pubblicare narrativa nel 1993 con Di corno o d'oro. Prosegue nel 1995 con Il pettine. Nel 1997 pubblica La perfezione degli elastici (e del cinema). Nel 1998 collabora alla sceneggiatura di Così ridevano di Gianni Amelio, film vincitore della 55ª Mostra internazionale d'arte cinematografica di Venezia. Nel 1999 pubblica La signora dei porci. 
Dopo aver lasciato l'insegnamento, si dedica completamente alla scrittura, pubblicando Il paese delle vocali (2000), La foto di Orta (2001), Quando Dio ballava il tango (2002), L'uovo di Gertrudina (2003), La straduzione e Il paese dei sogni perduti (2004).
Nel 2005 passa alcuni mesi alla residenza per scrittori di Saorge (Alpi Marittime francesi) dove scrive Tango per una rosa. Nello stesso anno esce Patagonia blues. In seguito pubblica I pesci nel letto (2006), Ghiacciofuoco e Dio non ama i bambini (2007), e Milano è una selva oscura (2010). Da quest'ultimo romanzo è stato tratto uno spettacolo di letture, musica dal vivo del gruppo Le Malecorde e 13 brevi video con protagonisti dei burattini (a cura di Laura Pariani, Greta Rosso e Nicola Fantini).
Tra le opere degli ultimi anni i romanzi La valle delle donne lupo (2011), Le montagne di don Patagonia (2012), Il piatto dell'angelo (2013); suo è il testo del Libellus animalium (2013) con fotografie di Corrado Ambrogio. Nel 2014 sono usciti Nostra Signora degli scorpioni (con Nicola Fantini, Sellerio, Premio Onor d'Agobbio 2014), Il camminante e altri pezzi di teatro (Ladolfi), Il nascimento di Tònine Jesus (Interlinea). Al 2015 risale Questo viaggio chiamavamo amore, seguito da Piero alla guerra e Che Guevara aveva un Gallo (2016), «Domani è un altro giorno» disse Rossella O'Hara e Caddi e rimase la mia carne sola (2017), Di ferro e d'acciaio (2018) e Il gioco di Santa Oca (La nave di Teseo 2019).
La sua favola musicale Büs d'l'Orchéra Tour ha fatto da prologo, il 5 giugno 2011, all'edizione annuale del Ravenna Festival. Con quest'opera Laura Pariani conferma la sua speciale predilezione per Dante Alighieri che spesso appare nei suoi scritti nella figura di un “viaggiatore”: nel racconto “Que viene el coco” (1997) in una Milano del futuro; nel romanzo Milano è una selva oscura (2010) nella Milano del 1969; nella favola musicale Büs d'l'Orchéra Tour (2011) sul lago d'Orta ai nostri giorni.
Da anni ha posto il lago di Orta non come semplice sfondo, ma come protagonista di molte sue opere: il racconto "Hortus", (peQuod 2000), il dialogo teatrale Qui si dorme mica (Teatro delle Selve 2007), il racconto "La disciplina" (Interlinea 2010), l'opera teatrale Il camminante (2010), l'opera musicale Bus dl'Orchéra Tour (Ravenna Festival 2011, pubblicata col titolo Per me si va nella grotta oscura, Didattica Attiva 2016), il monologo Il lago invisibile (Teatro delle Selve 2013).
Ha collaborato nel corso del tempo a vari giornali e riviste: La Stampa, Avvenire, Corriere della Sera, Il Sole 24 Ore e Diario, su cui ha tenuto per anni una rubrica intitolata Che storie sono queste?

## Opere

### Narrativa
- Di corno o d'oro, Sellerio 1993
- Il pettine, Sellerio 1995
- La spada e la luna, Sellerio 1995
- La perfezione degli elastici (e del cinema), Rizzoli 1997
- La signora dei porci, Rizzoli 1999
- Il paese delle vocali, Casagrande 2000
- La foto di Orta, Rizzoli 2001, Interlinea 2017
- Quando Dio ballava il tango, Rizzoli 2002, La nave di Teseo 2019
- L'uovo di Gertrudina, Rizzoli 2003
- La straduzione, Rizzoli 2004
- Il Paese dei sogni perduti, Effigie 2004
- Tango per una rosa, Casagrande 2005
- Patagonia blues, Effigie 2006
- I pesci nel letto, Alet 2006
- Ghiacciofuoco, con Nicola Lecca, Marsilio 2007
- Dio non ama i bambini, Einaudi 2007
- Milano è una selva oscura, Einaudi 2010
- La valle delle donne lupo, Einaudi, 2011
- Le montagne di don Patagonia, Interlinea, 2012
- Il piatto dell'angelo, Giunti, 2013
- Nostra Signora degli scorpioni, con Nicola Fantini, Sellerio 2014
- Il nascimento di Tònine Jesus, Interlinea 2014
- Questo viaggio chiamavamo amore, Einaudi 2015
- Piero alla guerra, Interlinea 2015
- Per me si va nella grotta oscura, Didattica Attiva 2016
- Che Guevara aveva un gallo, con Nicola Fantini, Sellerio 2016
- «Domani è un altro giorno» disse Rossella O'Hara, Einaudi 2017
- Caddi e rimase la mia carne sola, Effigie 2017
- Di ferro e d'acciaio, NN Editore 2018
- Il lago dove nacque Zarathustra. Guida letteraria di Orta, con Nicola Fantini, Interlinea, 2018
- Il gioco di Santa Oca, La nave di Teseo 2019
- Arrivederci, signor Čajkovskij, Sellerio 2019
- Apriti, mare!, La nave di Teseo 2021
- Selvaggia e aspra e forte, La nave di Teseo 2023

### Teatro
- Parole nel silenzio (regia di Renzo Sicco)
- La straduzione (regia di Stefano Tassinari)
- Il mare negli occhi (regia di Enrico Campanati)
- Suor Transito e la custodia infinita del convento di Verapaz (regia di Lino Spadaro e Renzo Sicco)
- Le guerre di Piero (regia di Renzo Sicco)
- La voladora (regia di Renzo Sicco)
- Il vino fa sangue, l'acqua fa tremar le gambe (regia di Renzo Sicco)
- Qui si dorme mica (regia di Franco Acquaviva)
- Se tu ti formi rosa (regia di Lino Spadaro e Renzo Sicco)
- Senza mai levar la schiena (regia di Renzo Sicco)
- Il camminante (regia di Franco Acquaviva)
- Don Patagonia (regia di Renzo Sicco)
- Büs d'l'Orchéra Tour (Ravenna Festival 2011)
- Il lago invisibile (regia di Franco Acquaviva)
- Giorni migliori (regia di Renzo Sicco e Giovanni Boni)

## Riconoscimenti
- 1993 - Premio Grinzane Cavour,[4] Premio letterario Piero Chiara[5] e "Premio Donna Città di Roma" - Opera prima[3] con Di corno o d'oro
- 1995 - Premio Chianti,[6] Premio Procida-Isola di Arturo-Elsa Morante[7] e Premio Dessì[8] con Il pettine e La spada e la luna
- 1997 - "Premio Sibilla Aleramo",[9] Premio Selezione Campiello[10] e "Premio Catanzaro"[9] con La perfezione degli elastici (e del cinema)
- 1999 - Premio Grinzane Cavour[11] con La signora dei porci
- 2001 - Premio Vittorini e "Premio Bari" con La foto di Orta
- 2002 - Premio Alassio Centolibri - Un autore per l'Europa[12] e Premio Alghero Donna sezione narrativa[13] con Quando Dio ballava il tango
- 2003 - Premio Selezione Campiello[10] e Premio letterario Piero Chiara[5] con L'uovo di Gertrudina
- 2004 - Premio Comisso[14] con La straduzione
- 2007 - Premio Settembrini con Ghiacciofuoco e Premio Nazionale Rhegium Julii[15] con Dio non ama i bambini
- 2008 - Premio della Giuria "Anna Maria Ortese" del Premio letterario nazionale per la donna scrittrice[16][17] con Dio non ama i bambini
- 2010 - Premio Selezione Campiello[10] e Premio Letterario Basilicata - Sezione narrativa[18] con Milano è una selva oscura
- 2015 - Premio Bergamo[19] con Questo viaggio chiamavamo amore
- 2018 - Premio Mondello per l'opera italiana[20] con Di ferro e d'acciaio
- 2019 - Premio Selezione Campiello[21] con Il gioco di Santa Oca